# ذكاء محيطي

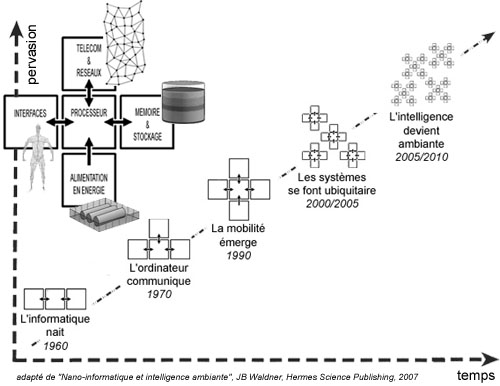

ذكاء محيطي يعبر عن حساسية بعض الأجهزة الإلكترونية لوجود شخص في مكان معين، بل وقدرتها على التفاعل معه. يمثل هذا العلم نظرة مستقبلية للإلكترونيات الاستهلاكية، والاتصالات عن بعد، والمعلوميات.
في مجال الحوسبة، يشير الذكاء المحيطي (إيه إم آي) إلى البيئات الإلكترونية الحساسة والمتجاوبة مع وجود الأشخاص. الذكاء المحيطي هو رؤية لمستقبل الإلكترونيات الاستهلاكية والاتصالات عن بعد والحوسبة التي طُورت في الأصل في أواخر التسعينيات من قبل إيلي زيلخا وفريقه في بالو ألتو فنتشرز فيما يتعلق بالإطار الزمني 2010-2020. من شأن الذكاء المحيطي أن يسمح للأجهزة بالعمل في انسجام لدعم الأشخاص في تنفيذ أنشطتهم ومهامهم وطقوسهم اليومية بطريقة بديهية باستخدام الذكاء والمعلومات المخزنة في الشبكة التي تربط هذه الأجهزة (كإنترنت الأشياء مثلًا). نظرًا لأن هذه الأجهزة أصبحت أصغر وأكثر ترابطًا وتكاملًا في بيئتنا، فإن الإطار التكنولوجي الذي خلفهم سيختفي في محيطنا إلى ألا يرى المستخدمون سوى واجهة المستخدم.
يعتمد نموذج الذكاء المحيطي على الحوسبة واسعة الانتشار، والحوسبة السائدة، والتوصيف، وإدراك الحالة، وتصميم تفاعل الحوسبة الموجهة للإنسان، والذي يتميز بالنظم والتقنيات التالية:
- المضمنة: تُدمج العديد من الأجهزة المتصلة بالشبكة في البيئة
- إدراك الحالة: يمكن لهذه الأجهزة أن تتعرف عليك وعلى الحالة الخاصة بك
- الشخصية: يمكن أن تكون مصممة خصيصًا لاحتياجاتك
- التكيفية: يمكن أن تغير استجابتها لك
- الاستباقية: يمكنها توقع رغباتك دون وساطة واعية.

هناك سياق نموذجي لبيئة الذكاء المحيطي في المنزل، ولكن يمكن توسيعه أيضًا ليشمل مساحات العمل (المكاتب، والعمل الجماعي)، والفضاء العمومي (استنادًا إلى تقنيات مثل إنارة الشوارع الذكية)، وبيئات المستشفيات.

## نظرة عامة
وضع الذكاء المحيطي في المقام الأول موضع الاهتمام بسبب علاقته بتجربة المستخدم واستهلاك تكنولوجيا الوسائط. ازداد الاهتمام بتجربة المستخدم في أواخر التسعينيات نتيجةً لزيادة حجم وأهمية المنتجات والخدمات الرقمية التي يصعب فهمها أو استخدامها. استجابةً لذلك، ظهر تصميم تجربة المستخدم لإنشاء تقنيات ووسائط جديدة حول تجربة المستخدم الشخصية. يتأثر الذكاء المحيطي بالتصميم الموجه للمستخدم حيث يوضع المستخدم في مركز نشاط التصميم ويطلب منه تقديم ملاحظات من خلال تقييمات واختبارات محددة للمستخدم لتحسين التصميم أو حتى المشاركة في إنشاء التصميم مع المصمم (التصميم التشاركي) أو مع مستخدمين آخرين (تطوير المستخدم النهائي).
يتطلب الذكاء المحيطي وجود عدد من التقنيات الرئيسية. وتشمل تقنيات غير تفاعلية وسهلة الاستخدام مثل التصغير وتكنولوجيا النانو والأجهزة الذكية، فضلًا عن واجهات الحاسوب الموجهة للإنسان (العوامل الذكية، والتفاعل المتعدد الوسائط، وإدراك الحالة، وما إلى ذلك). تعمل هذه الأنظمة والأجهزة من خلال الاتصالات المتنقلة / الثابتة غير المتقطعة والبنية التحتية للحوسبة التي تتميز بالتوافق التشغيلي، والشبكات السلكية واللاسلكية، والبنية الخدمية.
لتنفيذ شبكات الأجهزة الديناميكية والموزعة على نطاق واسع في مجال الذكاء المحيطي، والتي يسهل التحكم فيها وبرمجتها (مثل اكتشاف الخدمة والتكوين التلقائي والأجهزة والأنظمة القابلة للبرمجة للمستخدم النهائي، إلى آخره)، يجب أن تكون هذه الأنظمة والأجهزة أيضًا موثوقة وآمنة، ويمكن تحقيق ذلك من خلال برامج الاختبار الذاتي وإصلاح الذات وضمان الخصوصية.

## الجوانب الاجتماعية والسياسية
تقترح المجموعة الاستشارية هيئة البرامج للأبحاث والتطور التكنولوجي أن الخصائص التالية سوف تسمح بقبول المجتمع للذكاء المحيطي. يجب على الذكاء المحيطي:
- تسهيل التواصل البشري.
- أن يُوجه نحو تعزيز المجتمع المحلي والثقافي.
- المساعدة في بناء المعرفة والمهارات اللازمة للعمل، وتحسين نوعية العمل، والمواطنة، واختيار المستهلك.
- إلهام الثقة والالتزام.
- أن يكون ملائمًا مع الاستدامة طويلة الأمد –الشخصية والاجتماعية والبيئية– ومع التعلم مدى الحياة.
- أن يجعل العيش مع الناس العاديين والتحكم بهم أمرًا سهلًا.